# シヴ
シヴ（古ノルド語: Sif, シフとも）とは、北欧神話に登場する女神である。アース神族に属している。

## 解説
『古エッダ』の「ロキの口論」の序文によるとトールの妻で、『スノッリのエッダ』第一部『ギュルヴィたぶらかし』第31章によるとウルの実の母である。

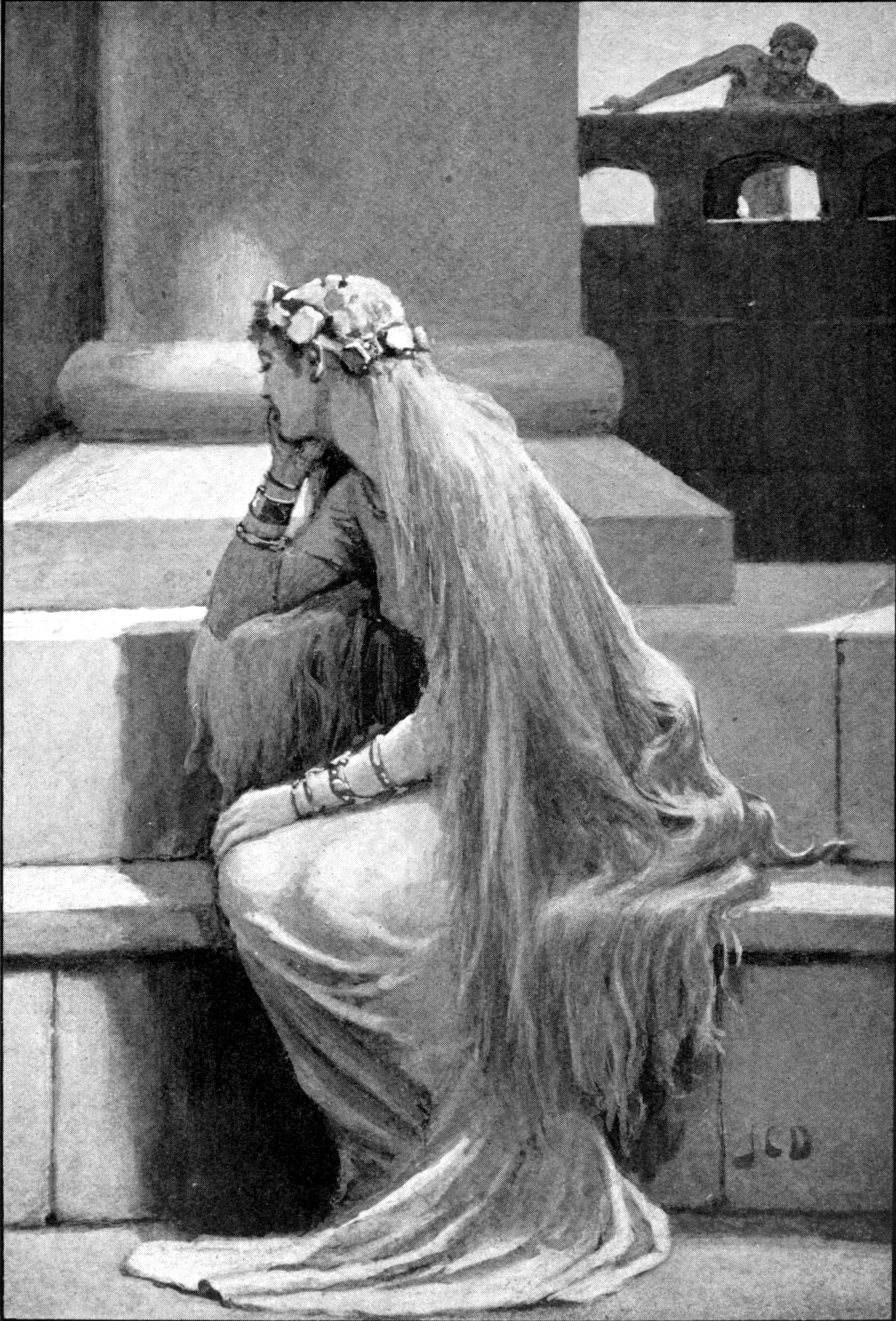
John Charles Dollmanが描いたシヴ。遠景に、彼女の金髪を狙うロキが描かれている。

『スノッリのエッダ』第二部『詩語法』によると、美しい金髪を自慢にしていたが、ロキに悪戯で刈り取られてしまう。その後、ドヴェルグ族の「イーヴァルディの子ら」に、それを被ると頭にくっついて本物の髪の毛になってしまうという黄金製のかつらを作ってもらった。この出来事によって、スカルド詩などで黄金に対して用いるケニング「シヴの髪」が生まれたという。
また『詩語法』では、「トールの妻」「ウルの母」「美髪の女神」などの他、「ヤールンサクサのライバル」というケニングも紹介している。
古い記述が少ないため何の女神かはよくわかっていない。金髪を刈り取られる説話は、穀物を収穫した後の冬の畑の情景を表現しているとも考えられている。

### 原典資料
- 『古エッダ』、『ギュルヴィたぶらかし』
  - V.G.ネッケル他編 編『エッダ - 古代北欧歌謡集』谷口幸男訳、新潮社、1973年8月。ISBN 978-4-10-313701-6。
- 『詩語法』
  - スノッリ・ストゥルルソン、谷口幸男訳注「スノリ『エッダ』「詩語法」訳注」『広島大学文学部紀要』第43巻No.特輯号3、1983年12月、NAID 40003290104。

### 二次資料
- コットレル, アーサー『ビジュアル版世界の神話百科 - ギリシア・ローマ／ケルト／北欧』松村一男、蔵持不三也、米原まり子訳、原書房、1999年10月。ISBN 978-4-562-03249-5。